# Gergelylaka
Gergelylaka (szlovákul: Gregorovce) község Szlovákiában, az Eperjesi kerület Eperjesi járásában.

## Fekvése
Eperjestől 10 km-re északnyugatra, a Tarca bal oldalán fekszik.

## Története
A település területén már az újkőkorszakban éltek emberek. A vonaldíszes kerámia, a bükki és a lengyeli kultúra népeinek leletei kerültek itt elő. Később a hallstatt korban is lakott volt, a római korban pedig barbár település állt a helyén.
A mai falu a 13. században keletkezett, 1248-ban „Gregorfalva” néven említik először. Egykori birtokosáról kapta a nevét, aki a monda szerint II. Endre számára megszöktette Tarkő urának Szabina nevű lányát és ezért kapta birtokát. A sárosi vár uradalmához tartozott, majd 1278-ban nemesi birtok. 1278-ban „Geredurfelde”, 1340-ben „Gergellaca” néven bukkan fel. 1427-ben az adóösszeírásban 8 portát számláltak a faluban. 1739-ben egy tűzvészben a falu leégett. 1787-ben 70 házában 454 lakos élt.
A 18. század végén Vályi András így ír róla: „GERGELYLAKA. Tót falu Sáros Vármegyében, lakosai leg inkább ó hitüek, fekszik az ország úttyában, Nagy Sároshoz közel, ’s ennek filiája, Eperjestől mint egy mértföldnyire, határja jó, réttye kétszer kaszáltatik, legelője elég, fája alkalmatos, Eperjesen piatzozása közel, első Osztálybéli.”
1828-ban 70 háza és 534 lakosa volt. Lakói főként mezőgazdasággal foglalkoztak.
Fényes Elek 1851-ben kiadott geográfiai szótárában így ír a faluról: „Gergelaka, tót falu, Sáros vmegyében, Nagy-Sáros fil.: 403 kath., 87 ev., 2 ref., 17 zsidó lak. F. u. Kapy, Schuller, s m.”
1920 előtt Sáros vármegye Kisszebeni járásához tartozott.

## Népessége
| Év:            | 1994. | 2004.   | 2014.   | 2024.    |
| -------------- | ----- | ------- | ------- | -------- |
| Emberek száma: | 735   | 781     | 823     | 941      |
| Eltérés:       |       | +6,25 % | +5,37 % | +14,33 % |

| Év:            | 2023. | 2024.   |
| -------------- | ----- | ------- |
| Emberek száma: | 935   | 941     |
| Eltérés:       |       | +0,64 % |

1910-ben 480, túlnyomórészt szlovák anyanyelvű lakosa volt.
2001-ben 766 lakosából 757 szlovák volt.
2011-ben 806 lakosából 787 szlovák volt.

## Nevezetességei
- Római katolikus temploma 1775-ben épült klasszicista stílusban, részben a korábbi, 15. századi templom átépítésével.
- Nemesi kúriája a 19. század első felében épült.